# Pachyphloides
Pachyphloides es un género de foraminífero bentónico de la familia Geinitzinidae, de la superfamilia Geinitzinoidea, del suborden Fusulinina y del orden Fusulinida. Su especie tipo es Pachyphloides oberhauseri. Su rango cronoestratigráfico abarca el Lopingiense (Pérmico superior).

## Discusión
Pachyphloides ha sido considerado un sinónimo posterior de Cryptoseptida de la Familia Ichthyolariidae, de la Superfamilia Robuloidoidea, del Suborden Lagenina y del Orden Lagenida.

## Clasificación
Pachyphloides incluye a las siguientes especies:
- Pachyphloides altus †
- Pachyphloides inflatus †
- Pachyphloides klebelsbergi †
- Pachyphloides oberhauseri †
- Pachyphloides peloponnesensis †
- Pachyphloides placentus †
- Pachyphloides reingrabensis †

Otra especie considerada en Pachyphloides es:
- Pachyphloides triangularis, de posición genérica incierta